# Concha Mayordomo
Concha Mayordomo Palomar (Madrid) es una artista visual y activista feminista española. Es la presidenta fundacional de la asociación de mujeres artistas Blanco, Negro y Magenta. Fue la directora ejecutiva del II Festival Miradas de Mujeres en 2013 y miembro de la Junta Directiva de la asociación Mujeres en las Artes Visuales (MAV). Con su proyecto, Mujeres en el Arte, ha contribuido a la visibilización y divulgación de más de 600 mujeres artistas, fundamentalmente españolas y latinoamericanas.

## Trayectoria
Nacida en Madrid, Mayordomo se licenció en Bellas Artes en la Universidad Complutense de Madrid (UCM). Posteriormente, se graduó en Artes Aplicadas. Es curadora de arte independiente y ha llevado a cabo decenas de exposiciones con diferentes instituciones como el Ministerio de Cultura y Deporte, el Museo del Traje y el Ayuntamiento de Madrid, entre otras. Su obra se encuentra en colecciones públicas y privadas.
Como feminista comprometida por la igualdad de género, desarrolla una importante labor de divulgación del trabajo de mujeres artistas. En esta línea, ha participado en multitud de mesas redondas así como en ponencias que tratan sobre la visibilización de las mujeres en el mundo del arte. También colabora con medios como El País, el HuffPost, La hora digital o Tribuna Feminista.
En 2013, fue la directora ejecutiva de la segunda edición del Festival Miradas de Mujeres. Esta iniciativa de Mujeres en las Artes Visuales (MAV), asociación de la que Mayordomo fue miembro de la Junta Directiva, fue creada en 2012 por la artista Mareta Espinosa con el objetivo de difundir el papel de las mujeres dentro de todos los ámbitos profesionales de las artes visuales, desde la creación artística a la curadoría, la crítica, la investigación y la gestión.
El 2 de noviembre de 2020, en una acción de denuncia contra la violencia machista titulada “Camino de flores”, Mayordomo cubrió de flores las puertas del Ministerio de Igualdad en honor a las mujeres asesinadas por la violencia de género durante ese año. La acción finalizaba el día 25, Día Internacional de la Eliminación de la Violencia contra la Mujer, con su retirada.

### Blanco, Negro y Magenta
Mayordomo fundó la asociación Blanco, Negro y Magenta, de la que Dora Román es su presidenta. Esta organización, conformada con mujeres feministas, reivindica la igualdad y denuncia la invisibilidad de la mujer en el mundo del arte. Entre sus objetivos está la lucha contra las injusticias a las que se enfrentan las mujeres y contra la violencia machista. Vinculada a la asociación, se encuentra la revista Blanco, Negro y Magenta, publicación digital especializada en arte y género, dirigida entre Mayordomo y Román.
Desde 2017, la asociación entrega cada año sus premios a los personajes que hayan destacado por su labor en el ámbito del arte y en el feminismo, con galardones de mejor artista, mejor aliada femenina y mejor aliado masculino, así como el premio a la institución que haya destacado por sus buenas prácticas.

### Mujeres en el Arte
Desde 2011, Mayordomo comenzó un proyecto en una sección de su propia página web, en la que da visibilidad a mujeres 

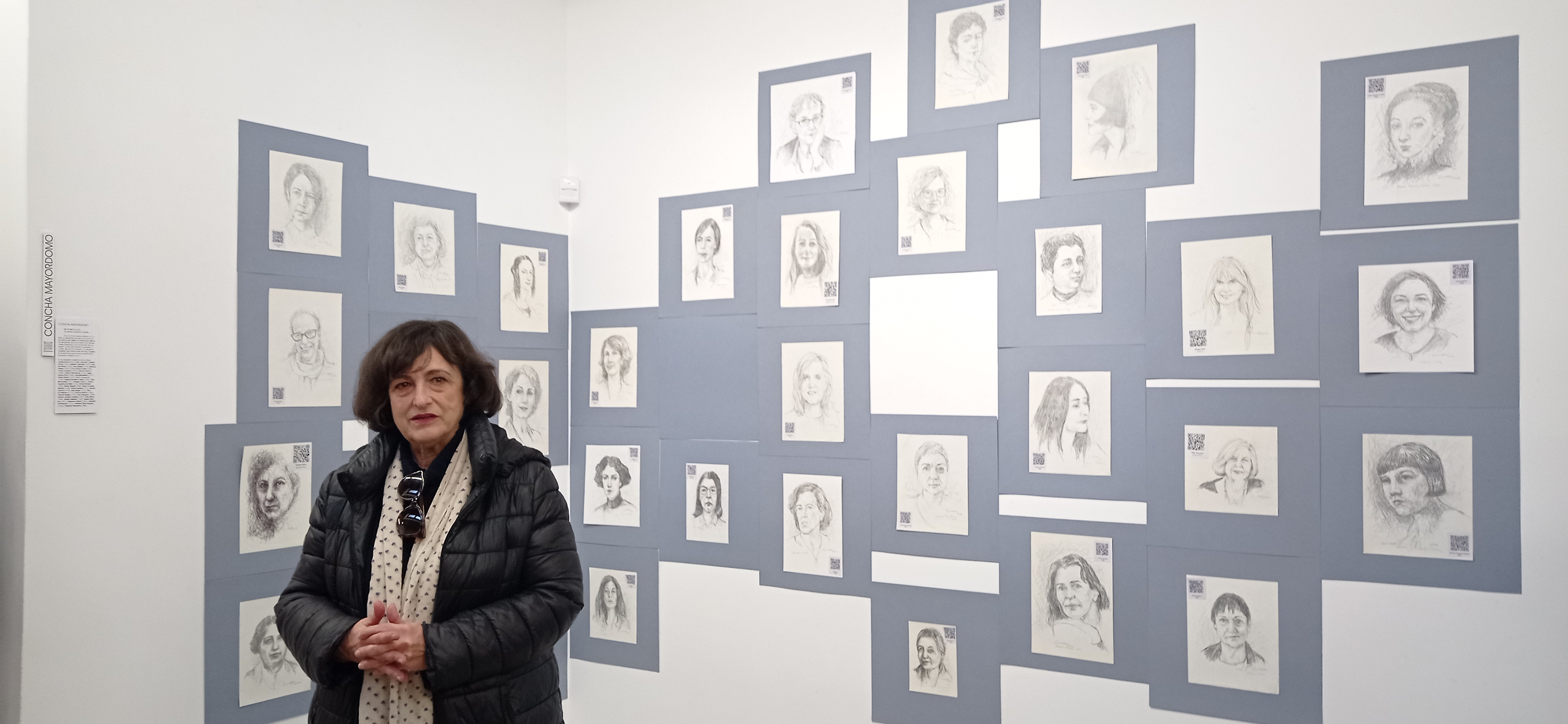
Concha Mayordomo. Algunos retratos de su proyecto Mujeres en el Arte

 artistas, fundamentalmente españolas y latinoamericanas, de todos los tiempos, disciplinas y movimientos, y en menor medida también a galeristas, mecenas, teóricas y gestoras. Presenta a cada una a través de un retrato a lápiz realizado por ella misma y donde se puede encontrar información biográfica. En 2022 había recogido más de 650 perfiles.
A partir de esta iniciativa, y cuando ya contaba con cientos de perfiles, en 2020, inauguró su exposición Mujeres en el Arte, en colaboración con el Ayuntamiento de Alcobendas. A cada retrato de una artista se le asoció un código QR por el que se podía acceder a su biografía en la página web del proyecto creada por Mayordomo. Al año siguiente, en 2021, presentó “Artistas Contemporáneas de Madrid”, en colaboración con Mareta Espinosa. Realizaron entrevistas a 52 profesionales madrileñas del mundo del arte que se pueden consultar en una página web.

## Reconocimientos
En 2007, Mayordomo recibió el premio a la Labor Cultural del Ayuntamiento de Alcobendas, en Madrid. Posteriormente, en 2019, el Ayuntamiento de Madrid reconoció su labor de visibilización de las mujeres en el mundo del arte en la XII edición de los premios Participando Creamos Espacios de Igualdad en la modalidad de Arte y Cultura.